# Campeonato Mundial de Boxeo Aficionado de 2023
El XXII Campeonato Mundial de Boxeo Aficionado se celebró en Taskent (Uzbekistán) entre el 30 de abril y el 14 de mayo de 2023 bajo la organización de la Asociación Internacional de Boxeo (IBA) y la Federación Uzbeka de Boxeo.
Las competiciones se realizaron en la Arena Humo de la capital uzbeka.
La IBA permitió la participación de boxeadores de Rusia y Bielorrusia, lo que ocasionó que algunas federaciones decidieran no tomar parte en el campeonato (Estados Unidos, Reino Unido, Canadá, Irlanda, Ucrania, entre otras).

## Calendario
| P | Preliminares | ¼ | Cuartos de final | ½ | Semifinales | F | Final |

| Fecha→ Categoría ↓ | Lu 01 | Ma 02 | Mi 03 | Ju 04 | Vi 05 | Sá 06 | Do 07 | Lu 08 | Ma 09 | Mi 10 | Ju 11 | Vi 12 | Sá 13 | Do 14 |
| ------------------ | ----- | ----- | ----- | ----- | ----- | ----- | ----- | ----- | ----- | ----- | ----- | ----- | ----- | ----- |
| 48 kg              |       |       |       | P     |       |       |       | P     |       | ¼     | –     | ½     |       | F     |
| 51 kg              |       |       |       | P     |       |       | P     |       | P     | ¼     | –     | ½     | F     |       |
| 54 kg              |       |       | P     |       |       |       |       | P     | P     | ¼     | –     | ½     |       | F     |
| 57 kg              | P     |       |       |       | P     |       | P     |       |       | ¼     | –     | ½     | F     |       |
| 60 kg              | P     |       | P     |       |       |       |       | P     |       | ¼     | –     | ½     |       | F     |
| 63,5 kg            |       | P     |       | P     |       | P     |       |       |       | ¼     | –     | ½     | F     |       |
| 67 kg              |       |       | P     |       |       | P     |       |       | P     | ¼     | –     | ½     |       | F     |
| 71 kg              |       |       | P     |       |       | P     |       |       | P     | ¼     | –     | ½     | F     |       |
| 75 kg              |       | P     |       |       |       |       | P     |       | P     | ¼     | –     | ½     |       | F     |
| 80 kg              |       | P     |       |       | P     |       |       |       | P     | ¼     | –     | ½     | F     |       |
| 86 kg              |       | P     |       |       |       |       |       | P     |       | ¼     | –     | ½     |       | F     |
| 92 kg              | P     |       |       |       | P     |       |       | P     |       | ¼     | –     | ½     | F     |       |
| +92 kg             | P     |       |       | P     |       |       | P     |       |       | ¼     | –     | ½     |       | F     |

## Medallistas
| Evento                  | Oro                                  | Plata                            | Bronce                                                        |
| ----------------------- | ------------------------------------ | -------------------------------- | ------------------------------------------------------------- |
| Minimosca (48 kg)       | Sanzhar Tashkenbay · Kazajistán      | Sajil Alajverdovi Georgia        | Alejandro Claro Fiz · Cuba Edmond Judoyan · Rusia             |
| Mosca (51 kg)           | Hasanboy Doʻsmatov Uzbekistán        | Billal Bennama Francia           | Deepak Bhoria · India Martín Molina Salvador · España         |
| Gallo (54 kg)           | Majmud Sabyrjan · Kazajistán         | Oybek Joʻrayev Uzbekistán        | Yosvany Veitía Soto · Cuba Dmitri Dvali · Rusia               |
| Pluma (57 kg)           | Abdumalik Xalokov Uzbekistán         | Saidel Horta · Cuba              | Mohamed Husamudin · India Munarbek Seiitbek-Uulu · Kirguistán |
| Ligero (60 kg)          | Sofiane Oumiha Francia               | Erislandy Álvarez · Cuba         | Mohamad Abu-Yayeh · Jordania Vsevolod Shumkov · Rusia         |
| Wélter ligero (63,5 kg) | Ruslan Abdullayev Uzbekistán         | Baatarsüjiin Chinzorig Mongolia  | Hovhannes Bachkov Armenia Bajodur Usmonov Tayikistán          |
| Wélter (67 kg)          | Asadxoʻja Moʻydinxoʻjayev Uzbekistán | Dulat Bekbauov · Kazajistán      | Lasha Guruli Georgia Battumuriin Misheelt Mongolia            |
| Semimedio (71 kg)       | Aslanbek Shymberguenov · Kazajistán  | Saidjamshid Jafarov Uzbekistán   | Nishant Dev · India Wanderson de Oliveira · Brasil            |
| Medio (75 kg)           | Yoenlis Hernández · Cuba             | Wanderley Pereira · Brasil       | A'loxon Abdullayev Uzbekistán Moreno Fendero Francia          |
| Semipesado (80 kg)      | Nurbek Oralbay · Kazajistán          | Tuohetaerbieke Tanglatihan China | Gazimagomed Jalidov · España Imam Jatayev · Rusia             |
| Crucero (86 kg)         | Sharabutdin Atayev · Rusia           | Loren Alfonso Azerbaiyán         | Guiorgui Kushitashvili · Georgia Rogelio Romero · México      |
| Pesado (92 kg)          | Muslim Gadzhimagomedov · Rusia       | Aziz Abbes Mouhiidine · Italia   | Lazizbek Mullajonov Uzbekistán Narek Manasian Armenia         |
| Superpesado (+92 kg)    | Bahodir Jalolov Uzbekistán           | Fernando Arzola López · Cuba     | Məhəmməd Abdullayev · Azerbaiyán Ayoub Ghadfa · España        |

## Medallero
| Núm. | País       | Oro | Plata | Bronce | Total |
| ---- | ---------- | --- | ----- | ------ | ----- |
| 1    | Uzbekistán | 5   | 2     | 2      | 9     |
| 2    | Kazajistán | 4   | 1     | 0      | 5     |
| 3    | Rusia      | 2   | 0     | 4      | 6     |
| 4    | Cuba       | 1   | 3     | 2      | 6     |
| 5    | Francia    | 1   | 1     | 1      | 3     |
| 6    | Georgia    | 0   | 1     | 2      | 3     |
| 7    | Azerbaiyán | 0   | 1     | 1      | 2     |
| 7    | Brasil     | 0   | 1     | 1      | 2     |
| 7    | Mongolia   | 0   | 1     | 1      | 2     |
| 10   | China      | 0   | 1     | 0      | 1     |
| 10   | Italia     | 0   | 1     | 0      | 1     |
| 12   | España     | 0   | 0     | 3      | 3     |
| 12   | India      | 0   | 0     | 3      | 3     |
| 14   | Armenia    | 0   | 0     | 2      | 2     |
| 15   | Jordania   | 0   | 0     | 1      | 1     |
| 15   | Kirguistán | 0   | 0     | 1      | 1     |
| 15   | México     | 0   | 0     | 1      | 1     |
| 15   | Tayikistán | 0   | 0     | 1      | 1     |
|      | TOTAL      | 13  | 13    | 26     | 52    |